# Igor Savić
Igor Savić (Mostar, 8 ottobre 2000) è un calciatore bosniaco, centrocampista dello Zrinjski Mostar.

## Carriera

### Club
Ha esordito nel calcio professionistico con la maglia dello Zrinjski Mostar, squadra della sua città natia. Nel 2022, dopo aver vinto il campionato bosniaco, esordisce nelle competizioni europee per club.

### Nazionale
Dopo aver giocato nelle nazionali giovanili bosniache, il 19 dicembre 2021 esordisce con la nazionale maggiore bosniaca, in un amichevole persa per 1-0 contro gli Stati Uniti.

## Palmarès

### Club

#### Competizioni nazionali
- Campionato bosniaco: 2

Zrinjski Mostar: 2021-2022, 2024-2025
- Coppa di Bosnia: 1

Zrinjski Mostar: 2023-2024